# Leichtathletik-Weltmeisterschaften 2011/400 m Hürden der Frauen

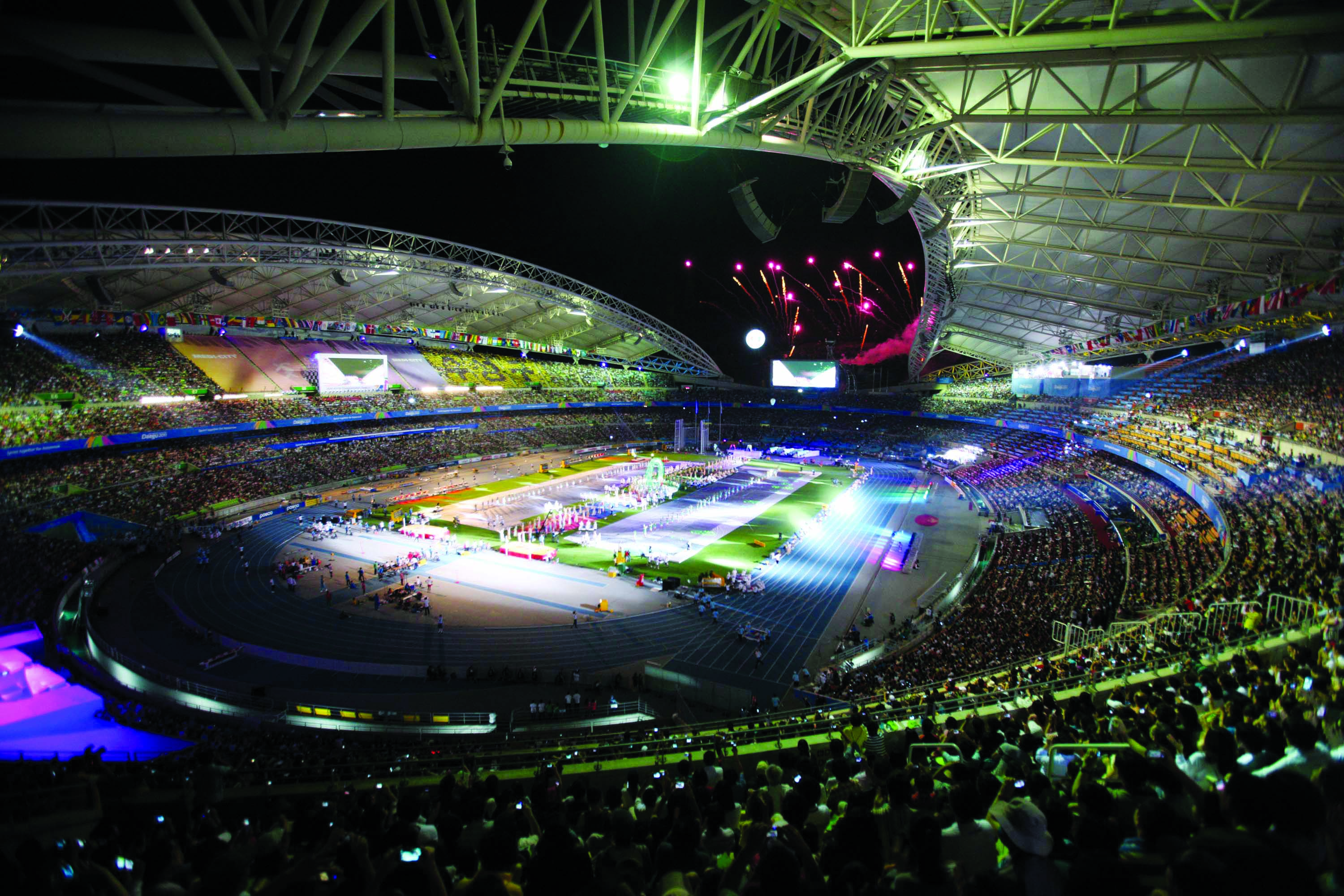
Das Daegu-Stadion im Jahr 2010

Der 400-Meter-Hürdenlauf der Frauen bei den Leichtathletik-Weltmeisterschaften 2011 wurde vom 29. August bis 1. September 2011 im Daegu-Stadion der südkoreanischen Stadt Daegu ausgetragen.
Weltmeisterin wurde die zweifache WM-Silbermedaillengewinnerin (2005/2009) Lashinda Demus aus den Vereinigten Staaten. Bei den vorangegangenen Weltmeisterschaften in Berlin hatte sie außerdem Gold als Mitglied der 4-mal-400-Meter-Staffel ihres Landes gewonnen. Rang zwei belegte die jamaikanische Titelverteidigerin und aktuelle Olympiasiegerin Melaine Walker. Bronze ging an die amtierende Europameisterin Natalja Antjuch aus Russland, die im 400-Meter-Lauf ohne Hürden 2004 Olympiazweite war. Darüber hinaus hatte sie mit der russischen 4-mal-400-Meter-Staffel 2004 Olympiabronze, 2005 WM-Gold, 2009 WM-Bronze und 2002 EM-Silber errungen.

## Bestehende Rekorde
| Weltrekord | 52,34 s | Julija Petschonkina | Tula, Russland                 | 8. August 2003  |
| WM-Rekord  | 52,42 s | Melaine Walker      | WM 2009 in Berlin, Deutschland | 21. August 2009 |

Der bestehende WM-Rekord wurde bei diesen Weltmeisterschaften nicht eingestellt und nicht verbessert.
Es wurden eine Weltjahresbestleistung und drei Landesrekorde erzielt:
- Weltjahresbestleistung:
  - 52,47 s – Lashinda Demus (USA), Finale am 1. September
- Landesrekorde:
  - 1:11,49 min – Fatima Sulaiman Dahman (Jemen), dritter Vorlauf am 29. August
  - 1:02,78 min – Jessica Aguilera (Nicaragua), vierter Vorlauf am 29. August
  - 58,54 s – Amalja Scharojan (Armenien), fünfter Vorlauf am 29. August

## Vorrunde
Die Vorrunde wurde in fünf Läufen durchgeführt. Die ersten vier Athletinnen pro Lauf – hellblau unterlegt – sowie die darüber hinaus vier zeitschnellsten Läuferinnen – hellgrün unterlegt – qualifizierten sich für das Halbfinale.

### Vorlauf 1

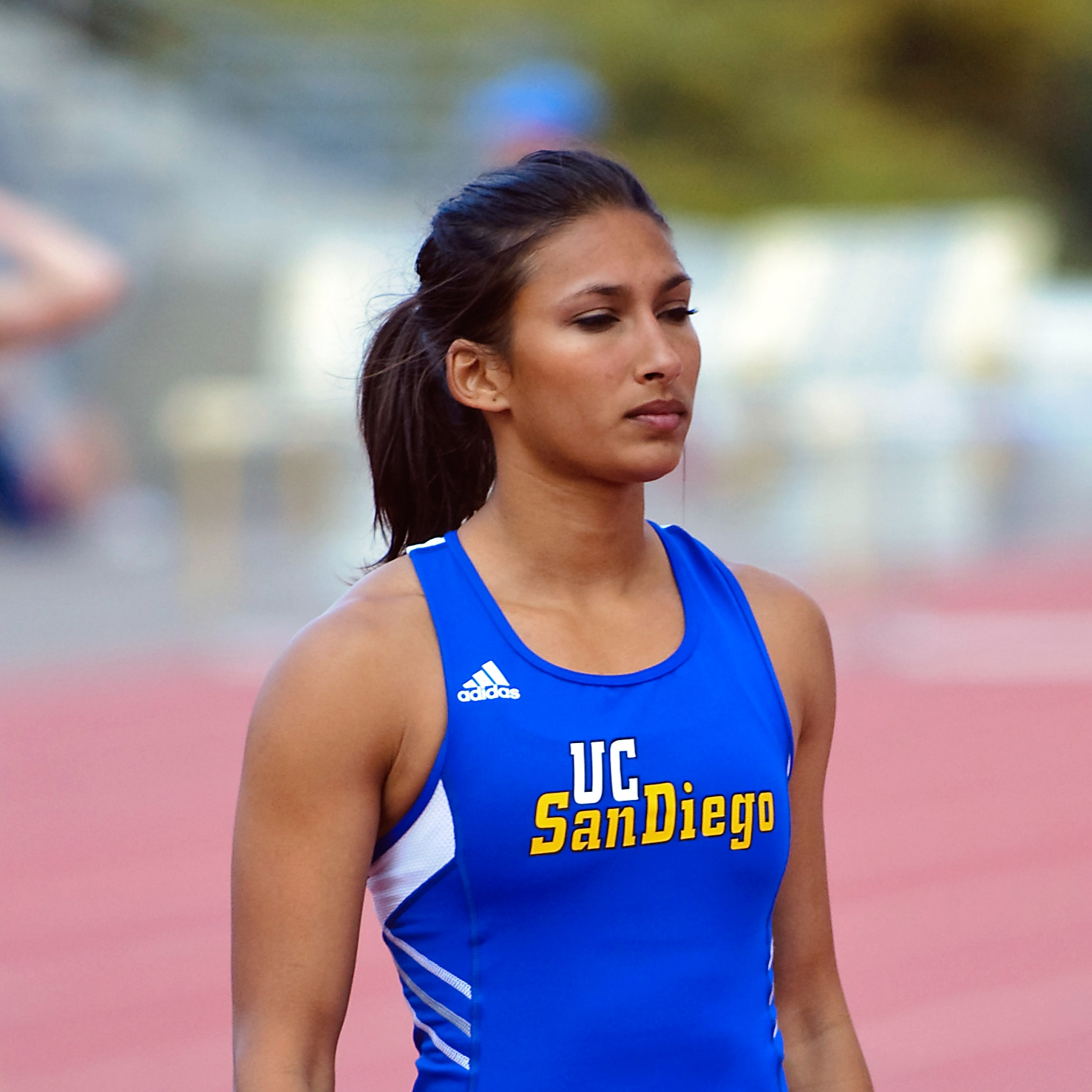
Christine Merrill – ausgeschieden als Sechste in 57,05 s

29. August 2011, 12:20 Uhr
| Platz | Name                     | Nation     | Zeit    |
| ----- | ------------------------ | ---------- | ------- |
| 1     | Kaliese Spencer          | Jamaika    | 54,93 s |
| 2     | Anastassija Rabtschenjuk | Ukraine    | 55,08 s |
| 3     | Queen Harrison           | USA        | 55,11 s |
| 4     | Lauren Boden             | Australien | 55,78 s |
| 5     | Vera Barbosa             | Portugal   | 56,31 s |
| 6     | Christine Merrill        | Sri Lanka  | 57,05 s |
| 7     | Bimbo Miel Ayedou        | Benin      | 58,80 s |

### Vorlauf 2
29. August 2011, 12:28 Uhr
| Platz | Name                | Nation     | Zeit    |
| ----- | ------------------- | ---------- | ------- |
| 1     | Zuzana Hejnová      | Tschechien | 55,12 s |
| 2     | Jelena Tschurakowa  | Russland   | 55,39 s |
| 3     | Élodie Ouédraogo    | Belgien    | 55,40 s |
| 4     | Hanna Titimez       | Ukraine    | 55,40 s |
| 5     | Sara Slott Petersen | Dänemark   | 56,32 s |
| 6     | Nikolina Horvat     | Kroatien   | 56,60 s |
| 7     | Olga Razanamalala   | Madagaskar | 57,25 s |

### Vorlauf 3

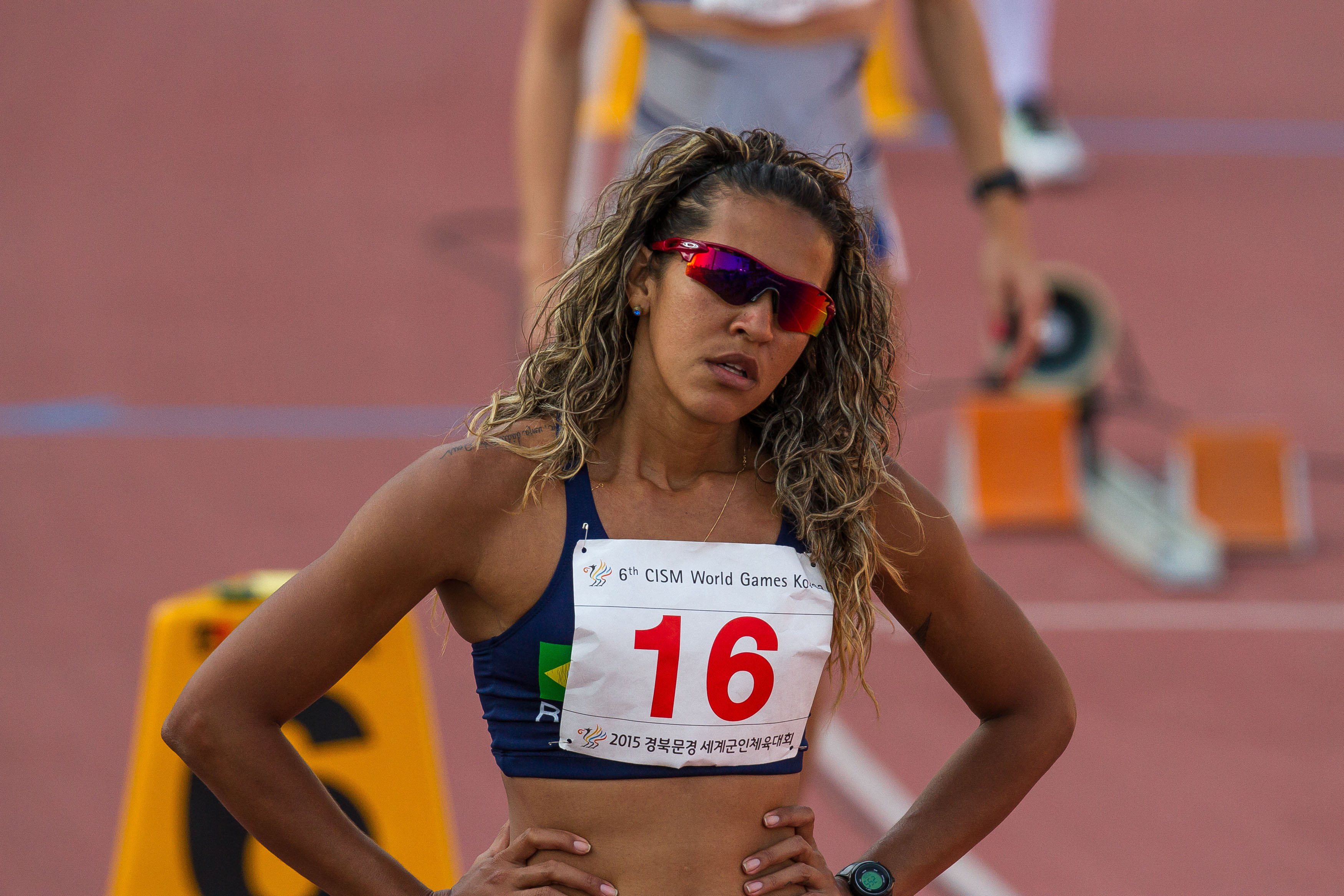
Jaílma de Lima – ausgeschieden als Fünfte in 57,21 s
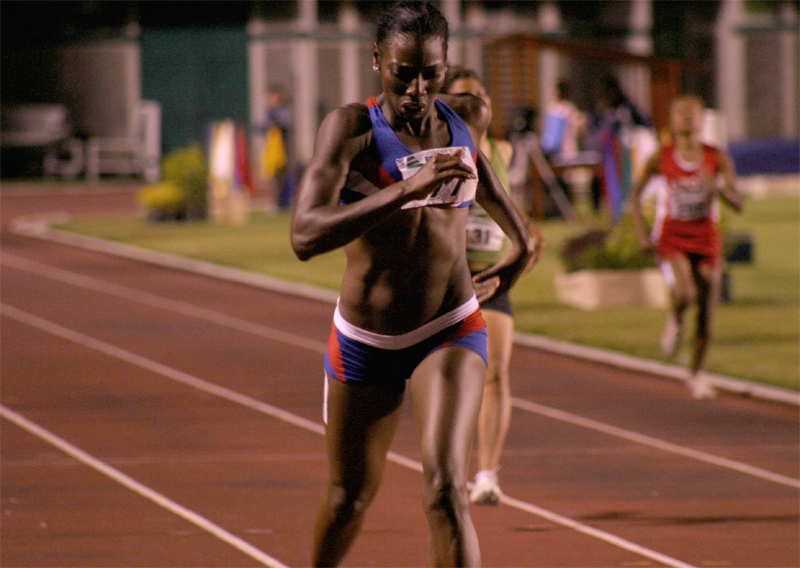
Sharolyn Scott – ausgeschieden als Siebte in 58,78 s

29. August 2011, 12:36 Uhr
| Platz | Name                   | Nation         | Zeit           |
| ----- | ---------------------- | -------------- | -------------- |
| 1     | Lashinda Demus         | USA            | 054,93 s       |
| 2     | Perri Shakes-Drayton   | Großbritannien | 055,90 s       |
| 3     | Hanna Jaroschtschuk    | Ukraine        | 055,99 s       |
| 4     | Nickiesha Wilson       | Jamaika        | 056,08 s       |
| 5     | Jaílma de Lima         | Brasilien      | 057,21 s       |
| 6     | Birsen Yavuz           | Türkei         | 057,22 s       |
| 7     | Sharolyn Scott         | Costa Rica     | 058,78 s       |
| 8     | Fatima Sulaiman Dahman | Jemen          | 1:11,49 min NR |

### Vorlauf 4

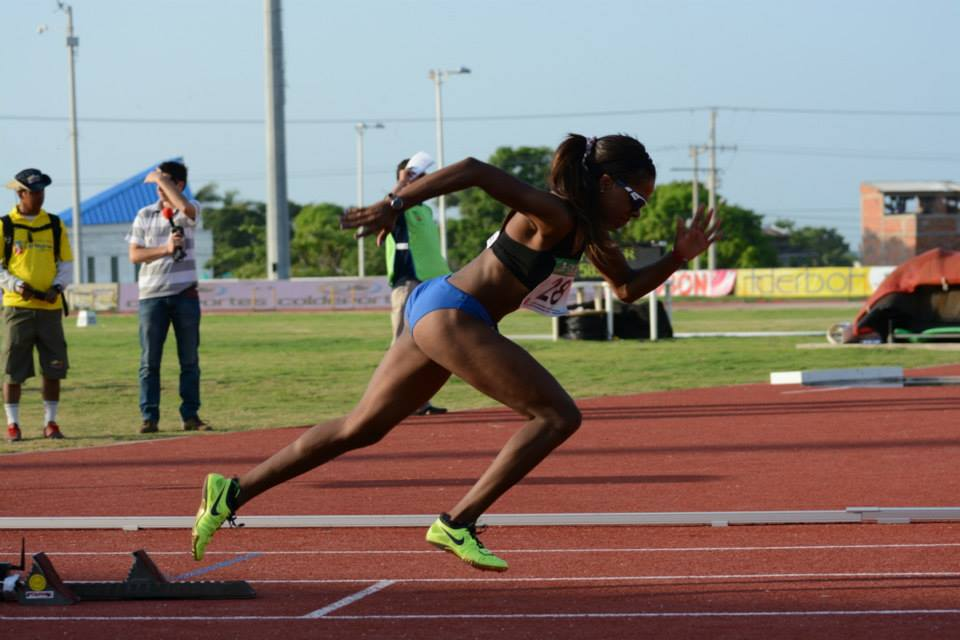
Déborah Rodríguez – ausgeschieden als Siebte in 59,52 s

29. August 2011, 12:44 Uhr
| Platz | Name                 | Nation         | Zeit           |
| ----- | -------------------- | -------------- | -------------- |
| 1     | Wanja Stambolowa     | Bulgarien      | 055,29 s       |
| 2     | Ristananna Tracey    | Jamaika        | 055,96 s       |
| 3     | Eilidh Child         | Großbritannien | 056,18 s       |
| 4     | Muizat Ajoke Odumosu | Nigeria        | 056,23 s       |
| 5     | Nagihan Karadere     | Türkei         | 056,76 s       |
| 6     | Stine Tomb           | Norwegen       | 057,51 s       |
| 7     | Déborah Rodríguez    | Uruguay        | 059,52 s       |
| 8     | Jessica Aguilera     | Nicaragua      | 1:02,78 min NR |

### Vorlauf 5
29. August 2011, 12:52 Uhr
| Platz | Name             | Nation    | Zeit        |
| ----- | ---------------- | --------- | ----------- |
| 1     | Melaine Walker   | Jamaika   | 054,86 s    |
| 2     | Natalja Antjuch  | Russland  | 054,88 s    |
| 3     | Wenda Theron     | Südafrika | 056,13 s    |
| 4     | Jasmine Chaney   | USA       | 056,28 s    |
| 5     | Satomi Kubokura  | Japan     | 056,66 s    |
| 6     | Manuela Gentili  | Italien   | 056,71 s    |
| 7     | Amalja Scharojan | Armenien  | 058,54 s NR |
| 8     | Shon Kyung-mi    | Südkorea  | 1:00,21 min |

## Halbfinale
Aus den drei Halbfinalläufen qualifizierten sich die jeweils ersten beiden Athletinnen – hellblau unterlegt – sowie die darüber hinaus zwei zeitschnellsten Läuferinnen – hellgrün unterlegt – für das Finale.

### Halbfinallauf 1
20. August 2011, 19:00 Uhr
| Platz | Name                | Nation         | Zeit (s) |
| ----- | ------------------- | -------------- | -------- |
| 1     | Wanja Stambolowa    | Bulgarien      | 54,72    |
| 2     | Jelena Tschurakowa  | Russland       | 55,02    |
| 3     | Kaliese Spencer     | Jamaika        | 55,02    |
| 4     | Hanna Jaroschtschuk | Ukraine        | 55,09    |
| 5     | Élodie Ouédraogo    | Belgien        | 55,29    |
| 6     | Eilidh Child        | Großbritannien | 55,89    |
| 7     | Jasmine Chaney      | USA            | 55,97    |
| 8     | Nikolina Horvat     | Kroatien       | 57,02    |

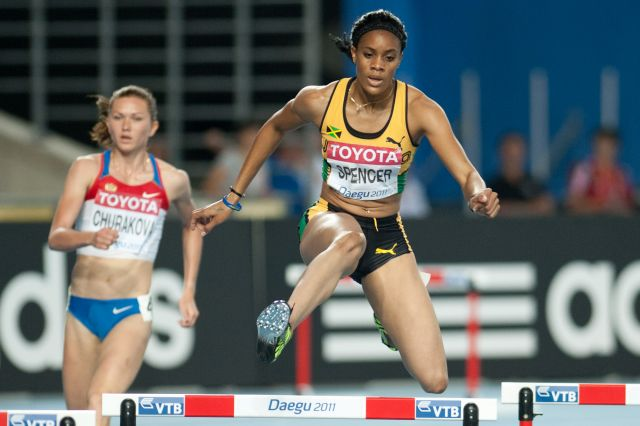
Ausgangs der Zielkurve des ersten Halbfinalrennens liegt Kaliese Spencer vor Jelena Tschurakowa – nicht im Bild: Wanja Stambolowa, Siegerin dieses Laufs

Im ersten Halbfinale ausgeschiedene Hürdenläuferinnen:

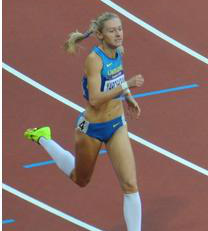
Hanna Jaroschtschuk Rang vier in 55,09 s
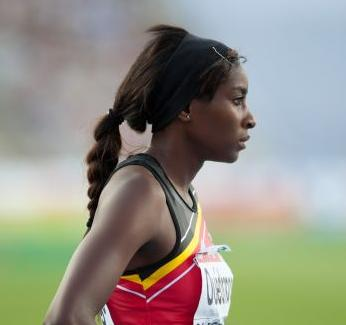
Élodie Ouédraogo Rang fünf in 55,29 s
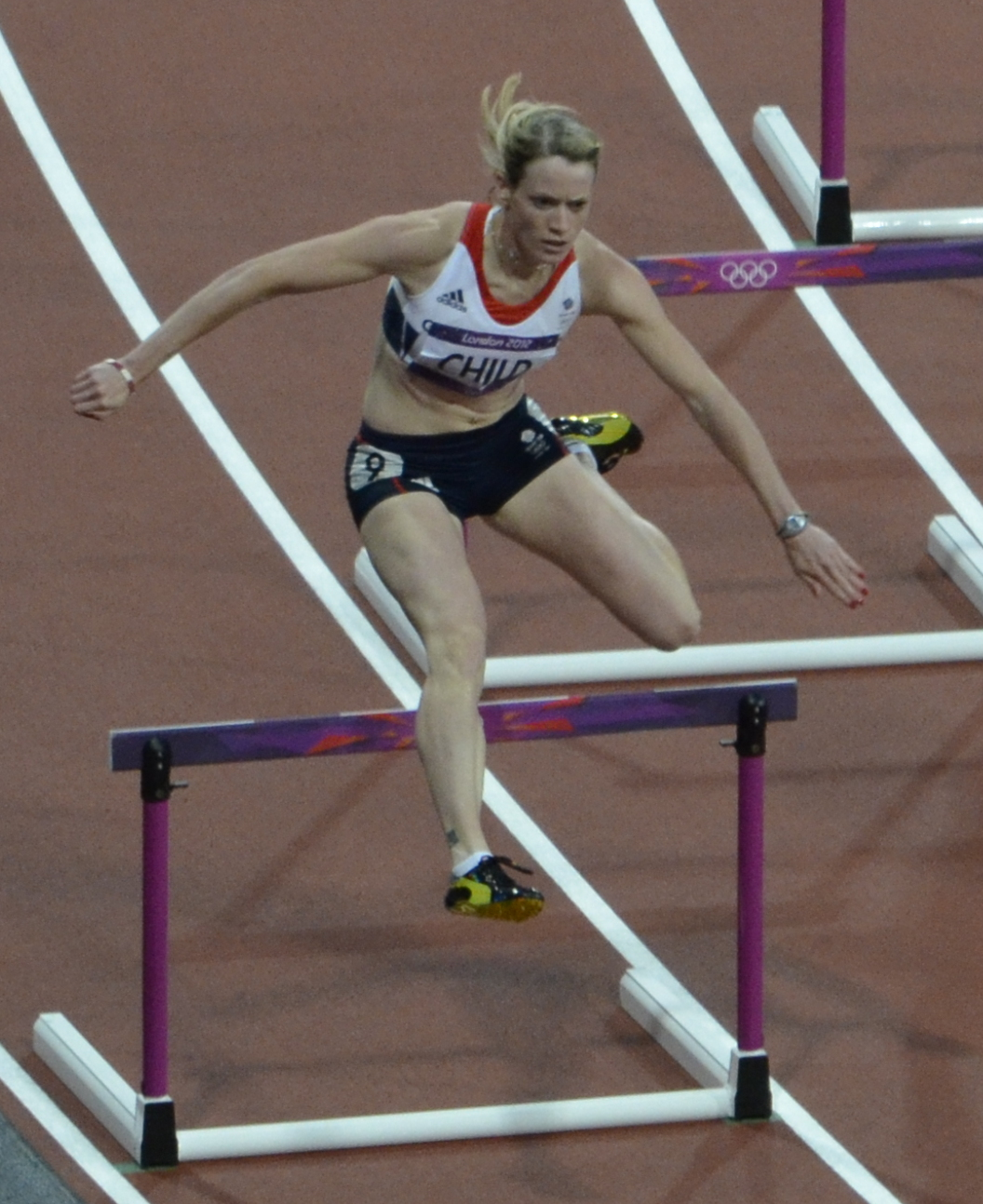
Eilidh Child Rang sechs in 55,89 s

### Halbfinallauf 2

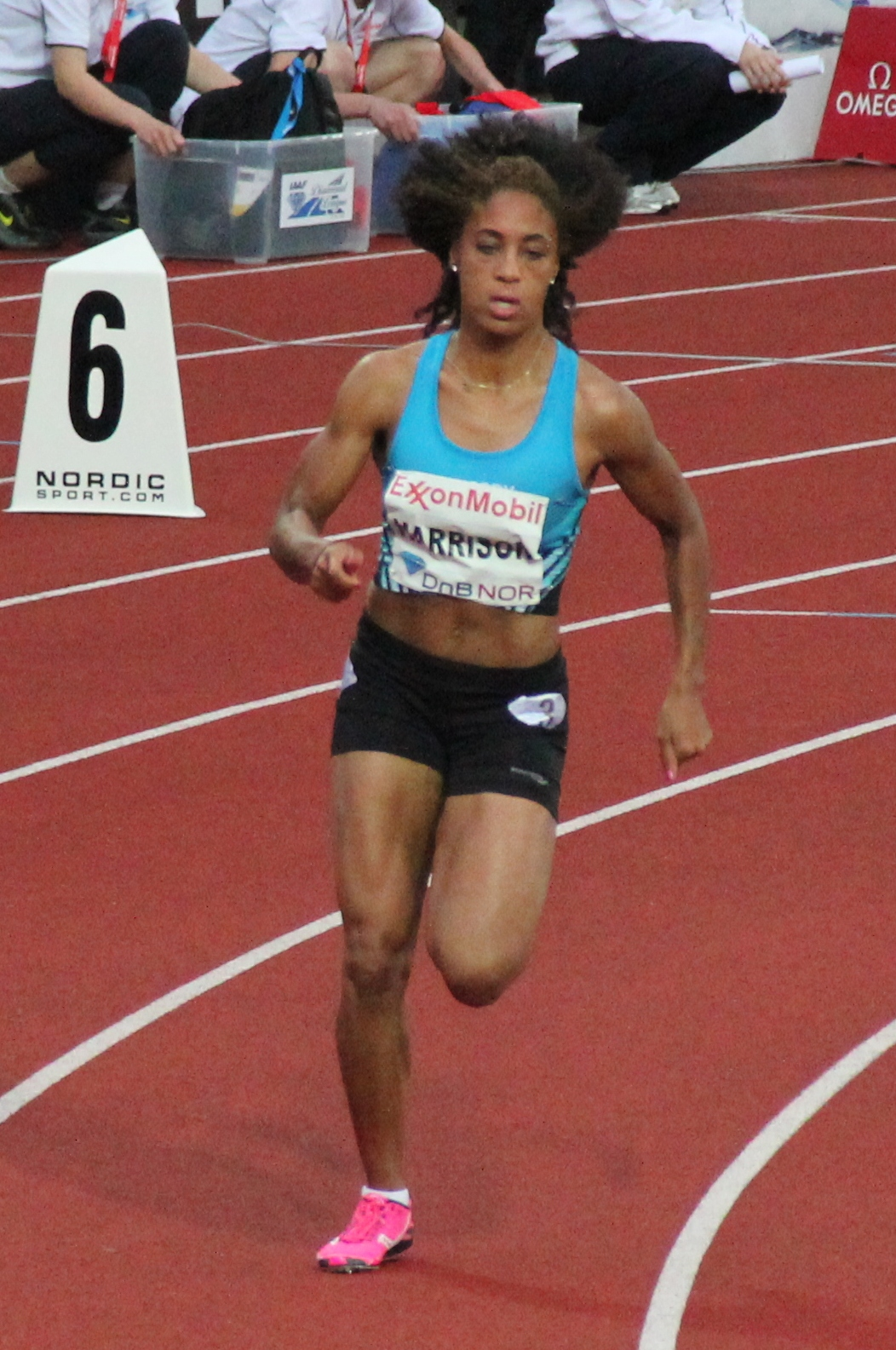
Queen Harrison – ausgeschieden als Vierte in 55,44 s
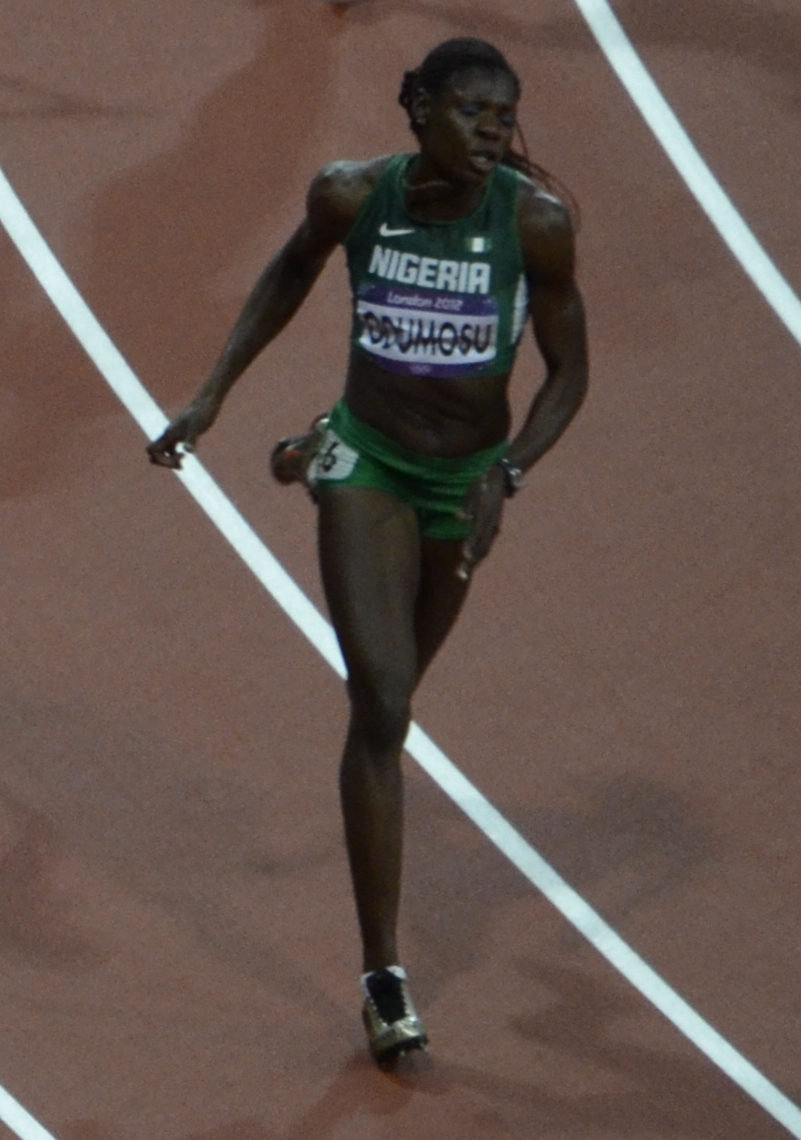
Muizat Ajoke Odumosu – ausgeschieden als Fünfte in 56,41 s
Wenda Theron, spätere Wenda Nel – ausgeschieden als Achte in 57,06 s

20. August 2011, 19:08 Uhr
| Platz | Name                     | Nation    | Zeit (s) |
| ----- | ------------------------ | --------- | -------- |
| 1     | Natalja Antjuch          | Russland  | 54,51    |
| 2     | Melaine Walker           | Jamaika   | 54,97    |
| 3     | Anastassija Rabtschenjuk | Ukraine   | 55,06    |
| 4     | Queen Harrison           | USA       | 55,44    |
| 5     | Muizat Ajoke Odumosu     | Nigeria   | 56,41    |
| 6     | Nickiesha Wilson         | Jamaika   | 56,58    |
| 7     | Satomi Kubokura          | Japan     | 56,87    |
| 8     | Wenda Theron             | Südafrika | 57,06    |

### Halbfinallauf 3
20. August 2011, 19:16 Uhr
| Platz | Name                 | Nation         | Zeit (s) |
| ----- | -------------------- | -------------- | -------- |
| 1     | Lashinda Demus       | USA            | 53,82    |
| 2     | Zuzana Hejnová       | Tschechien     | 54,76    |
| 3     | Perri Shakes-Drayton | Großbritannien | 55,07    |
| 4     | Ristananna Tracey    | Jamaika        | 55,55    |
| 5     | Hanna Titimez        | Ukraine        | 55,82    |
| 6     | Sara Slott Petersen  | Dänemark       | 56,49    |
| 7     | Lauren Boden         | Australien     | 56,68    |
| 8     | Vera Barbosa         | Portugal       | 57,70    |

Im dritten Halbfinale ausgeschiedene Hürdenläuferinnen:

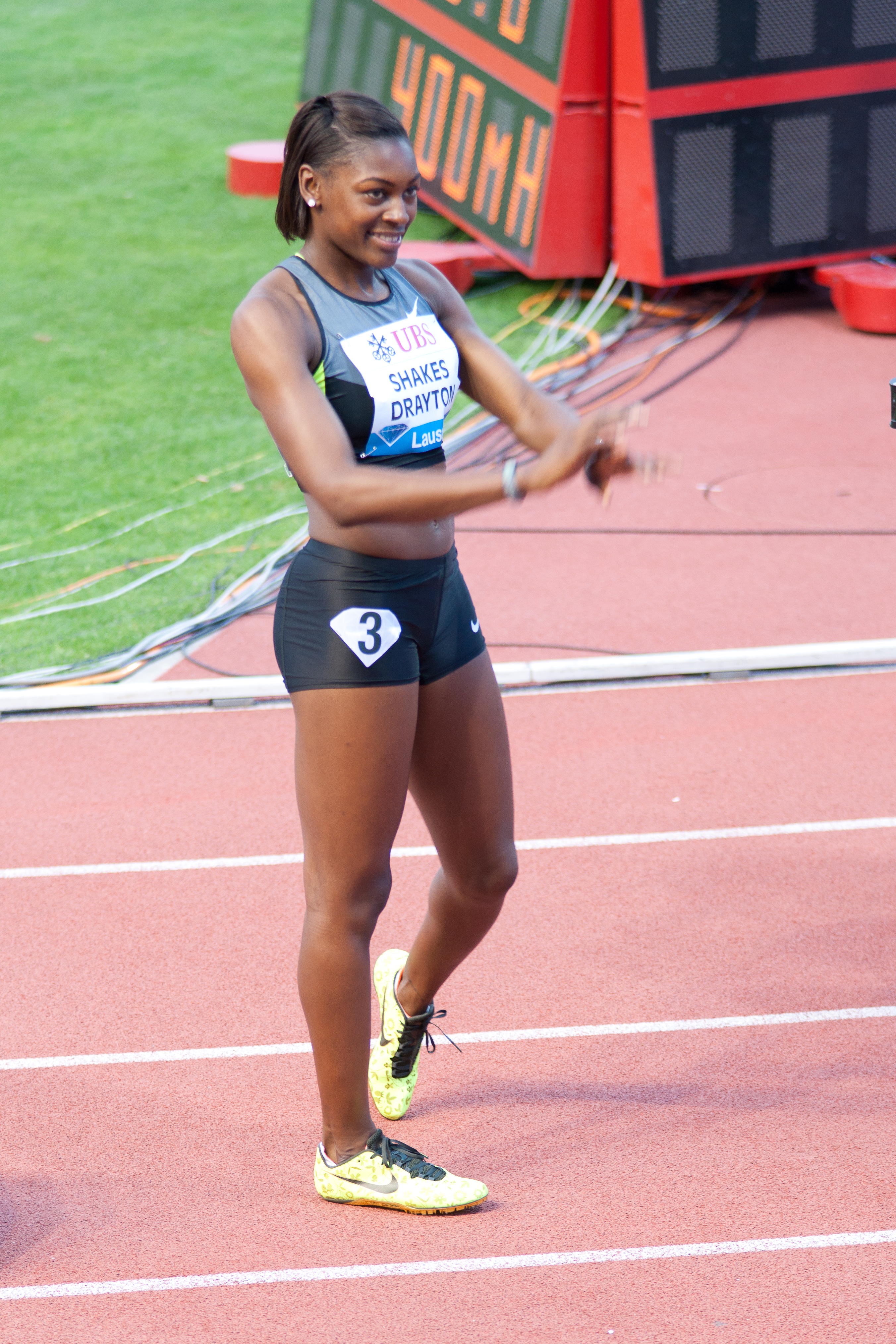
Perri Shakes-Drayton Rang Dritte in 55,07 s
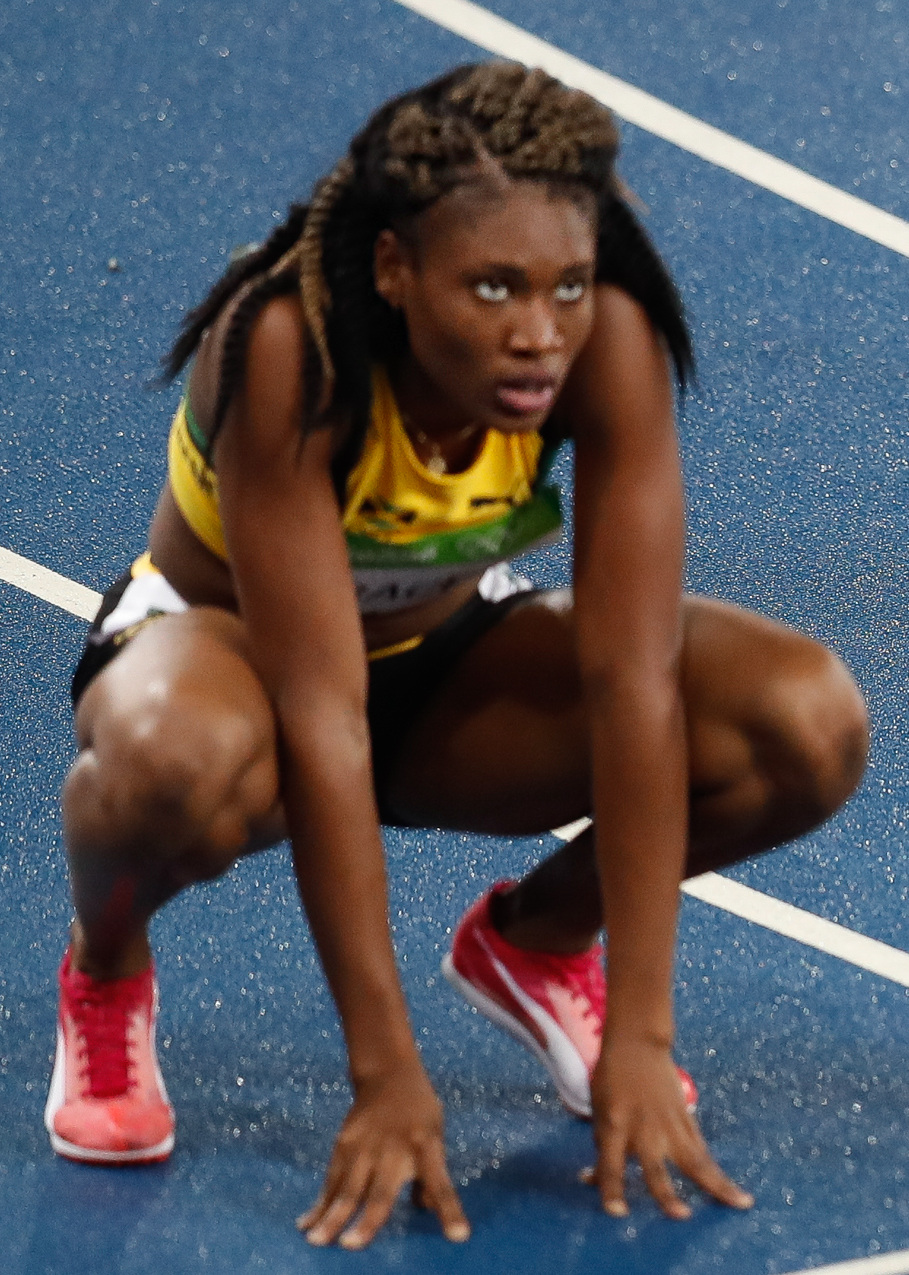
Ristananna Tracey Rang vier in 55,55 s
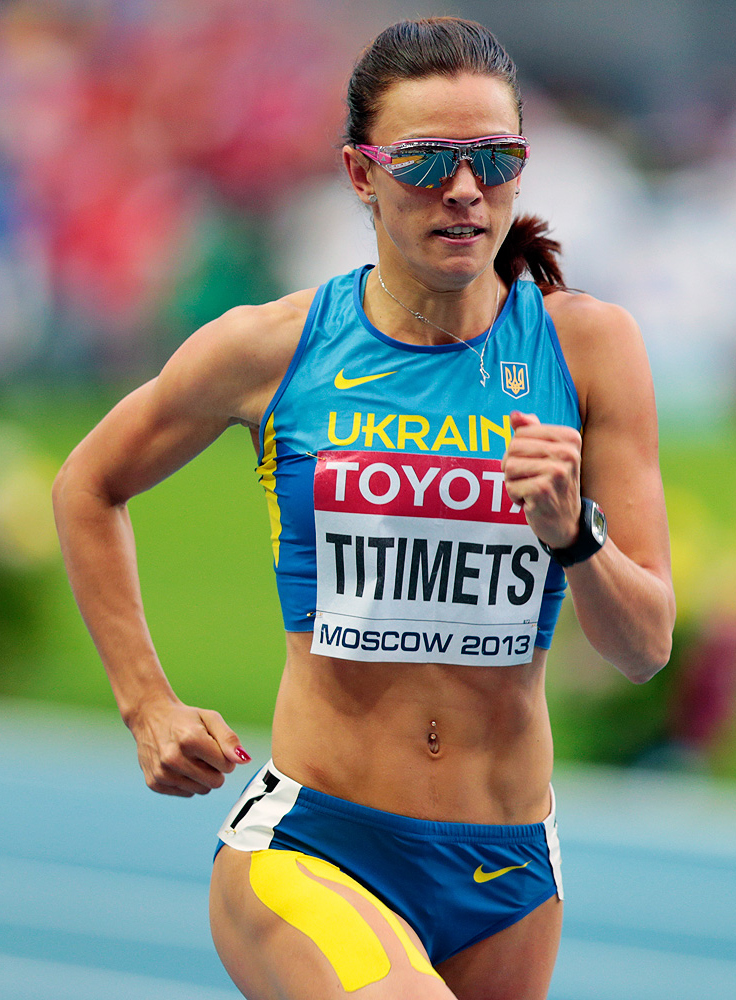
Hanna Titimez Rang fünf in 55,82 s
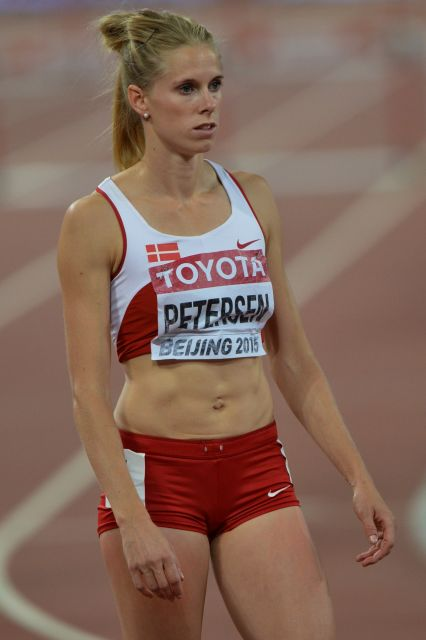
Sara Slott Petersen Rang sechs in 56,49 s
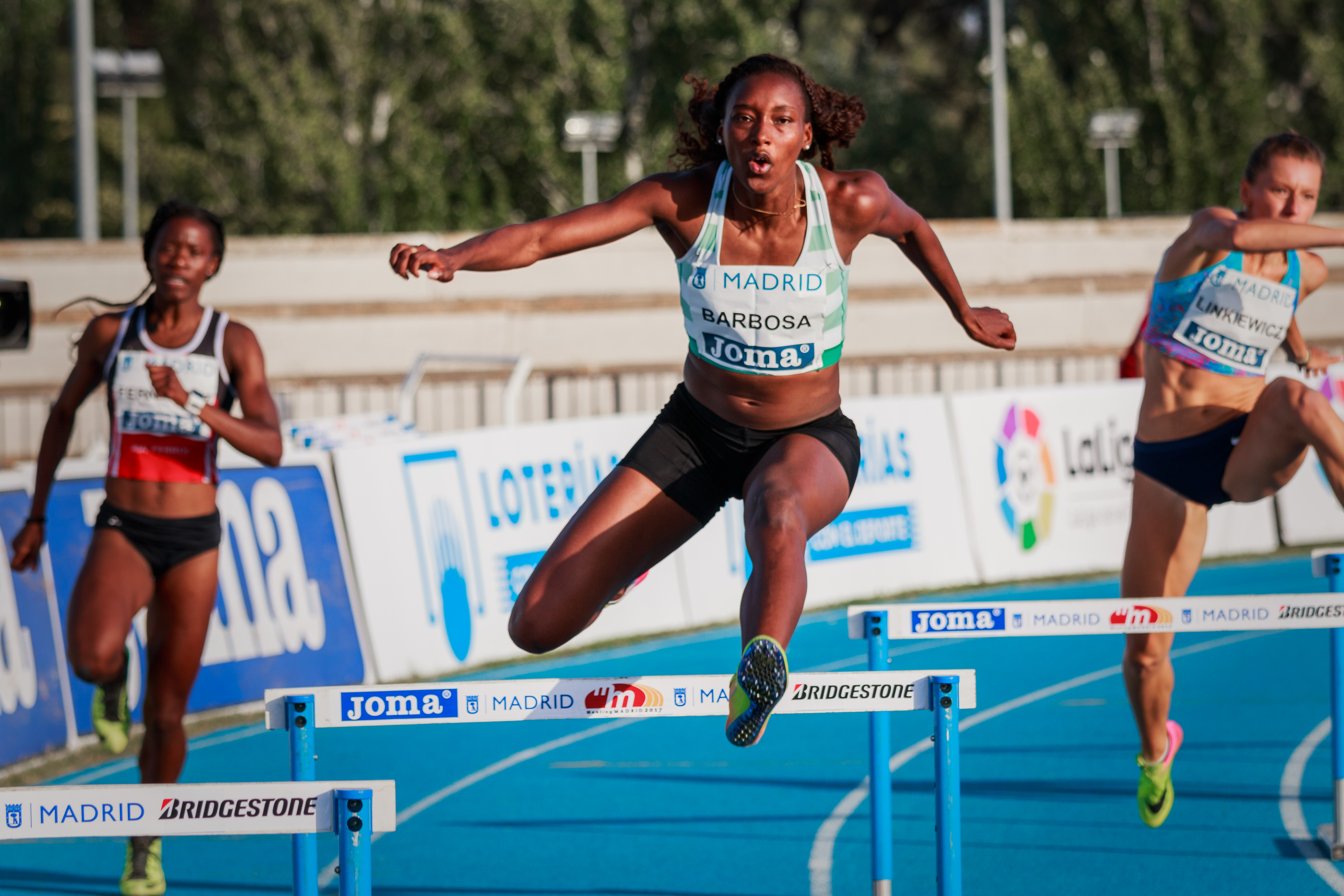
Vera Barbosa Rang acht in 57,70 s

## Finale

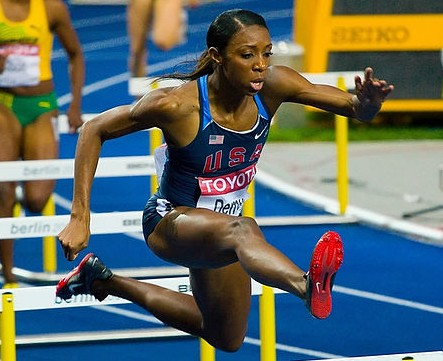
Nach zweimal WM-Silber (2005/2009) gab es nun Gold für Lashinda Demus

1. September 2011, 21:15 Uhr
| Platz | Name                     | Nation     | Zeit (s) |
| ----- | ------------------------ | ---------- | -------- |
| 1     | Lashinda Demus           | USA        | 52,47 WL |
| 2     | Melaine Walker           | Jamaika    | 52,73    |
| 3     | Natalja Antjuch          | Russland   | 53,85    |
| 4     | Kaliese Spencer          | Jamaika    | 54,01    |
| 5     | Anastassija Rabtschenjuk | Ukraine    | 54,18    |
| 6     | Wanja Stambolowa         | Bulgarien  | 54,23    |
| 7     | Zuzana Hejnová           | Tschechien | 54,23    |
| 8     | Jelena Tschurakowa       | Russland   | 55,17    |

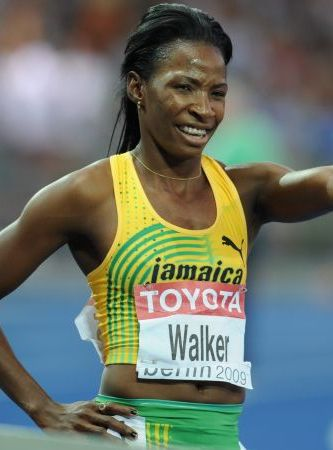
Vizeweltmeisterin wurde die aktuelle Olympiasiegerin und Titelverteidigerin Melaine Walker
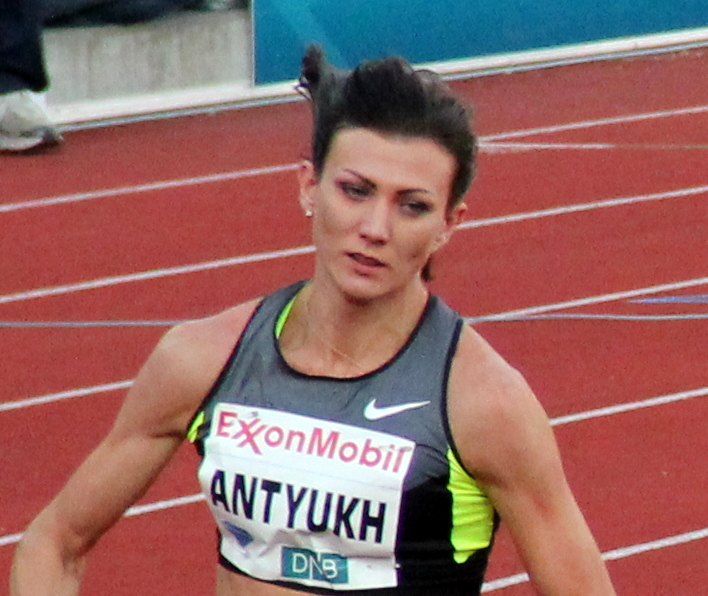
Bronze gewann die amtierende Europameisterin Natalja Antjuch, 2004 Olympiazweite über 400 Meter ohne Hürden
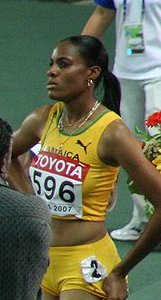
Kaliese Spencer belegte Rang vier
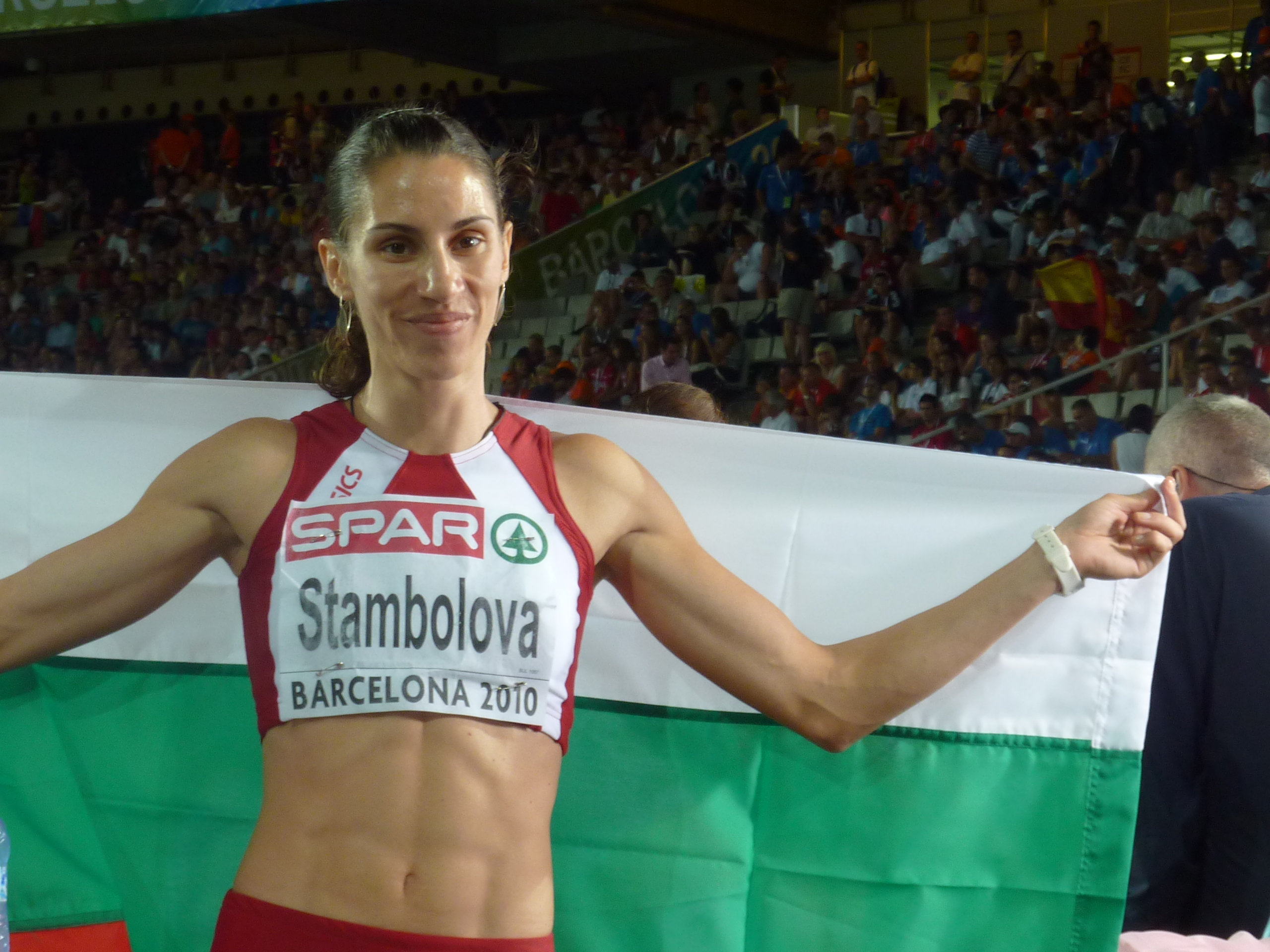
Wanja Stambolowa, 2010 Vizeeuropameisterin, kam auf den sechsten Platz
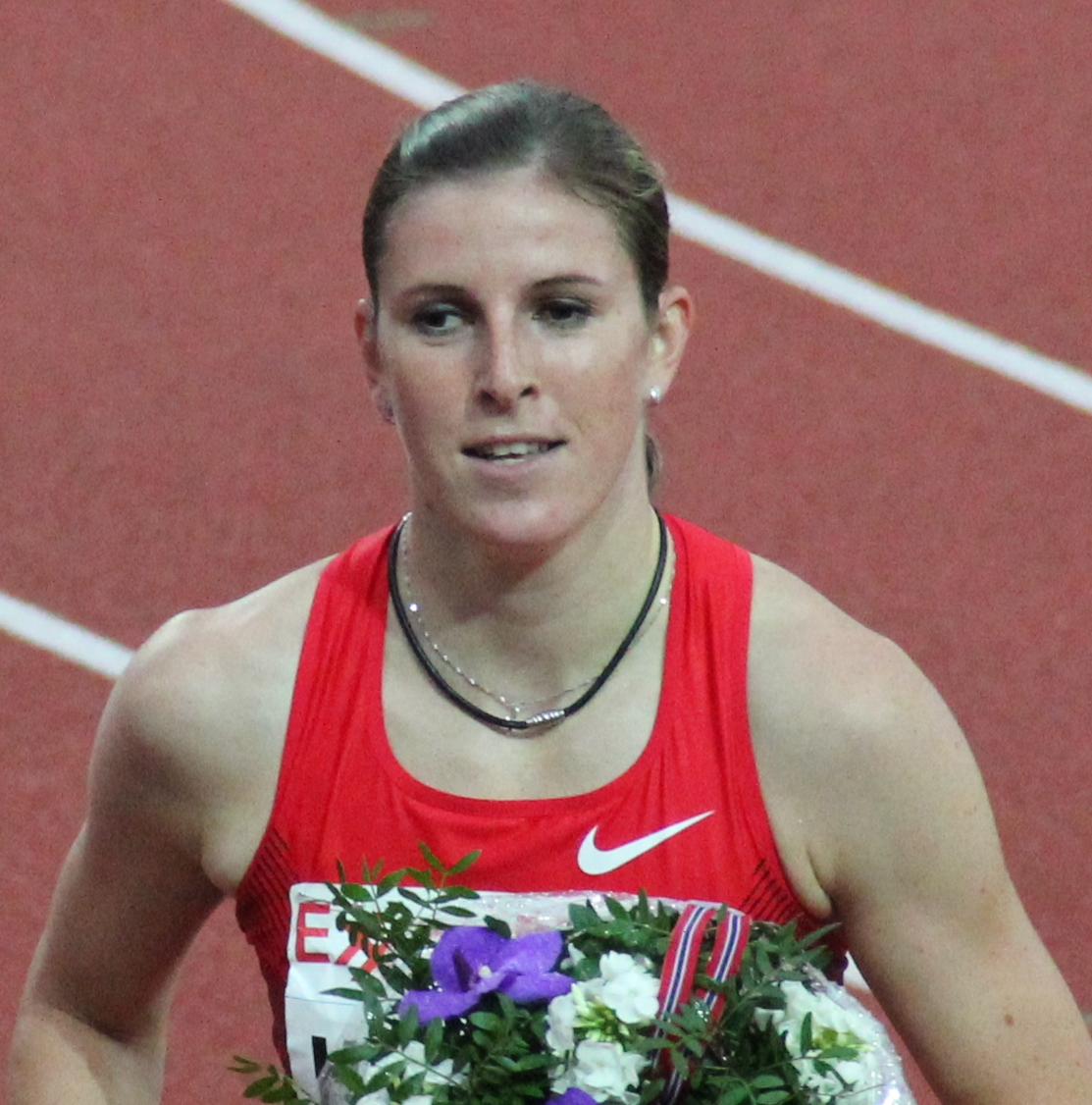
Zuzana Hejnová erreichte Platz sieben
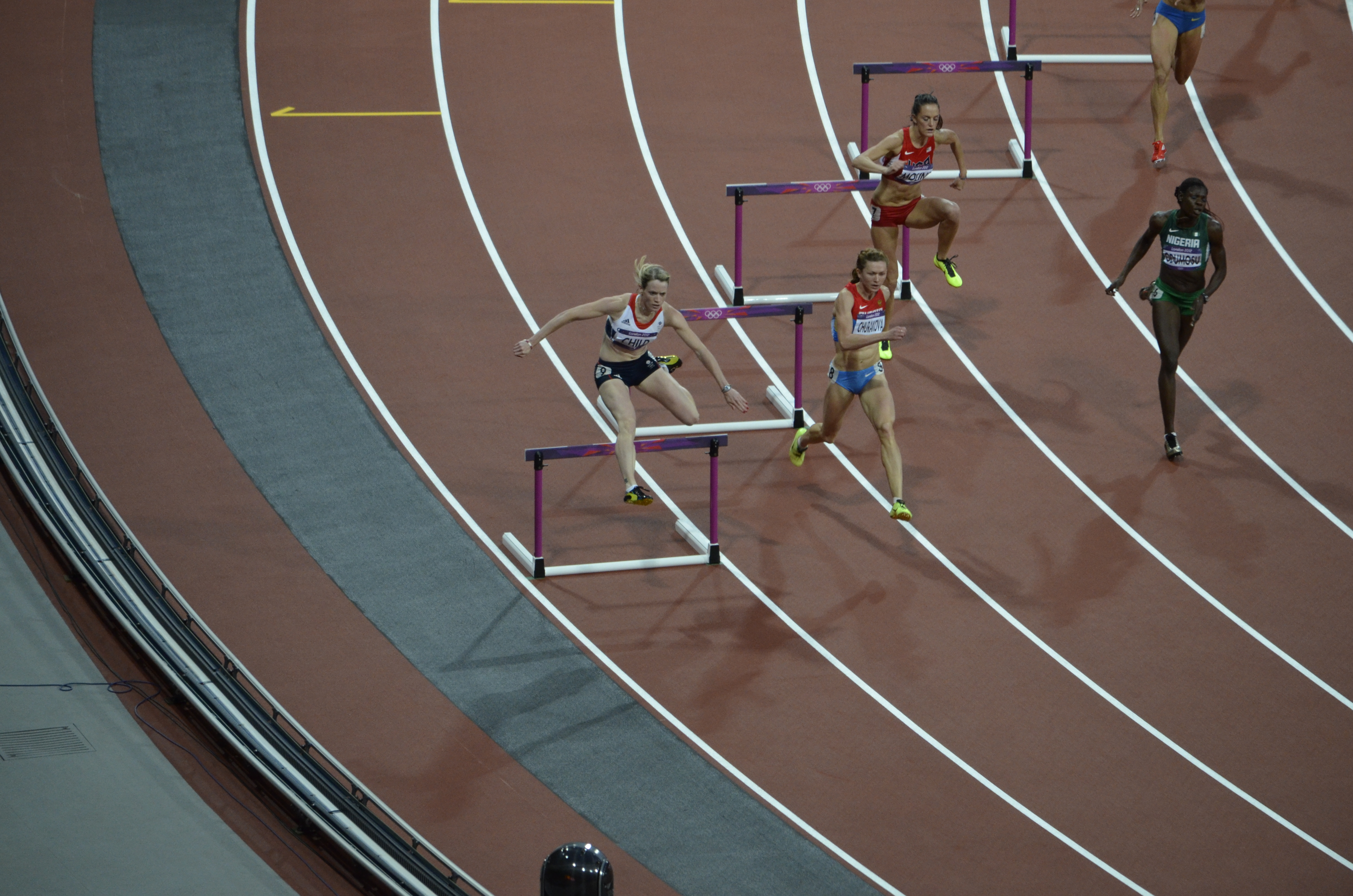
Die achtplatzierte Jelena Tschurakowa – hier bei den Olympischen Spielen 2012 im Halbfinale als Zweite von links

## Video
- Lashinda Demus wins the Women's 400m Hurdles Final, youtube.com, abgerufen am 4. Januar 2021